# 莫斯特縣
50°30′10″N 13°38′23″E / 50.50278°N 13.63972°E

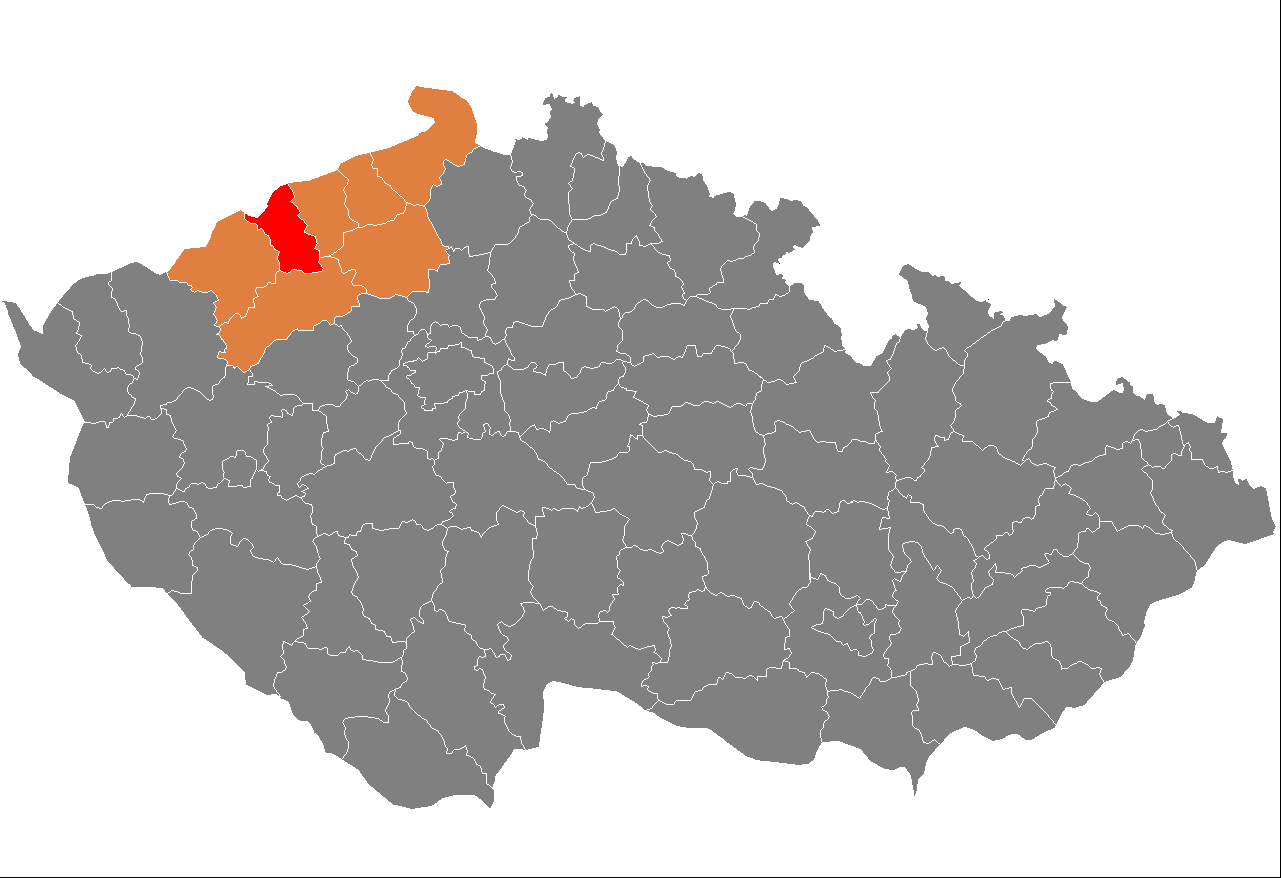

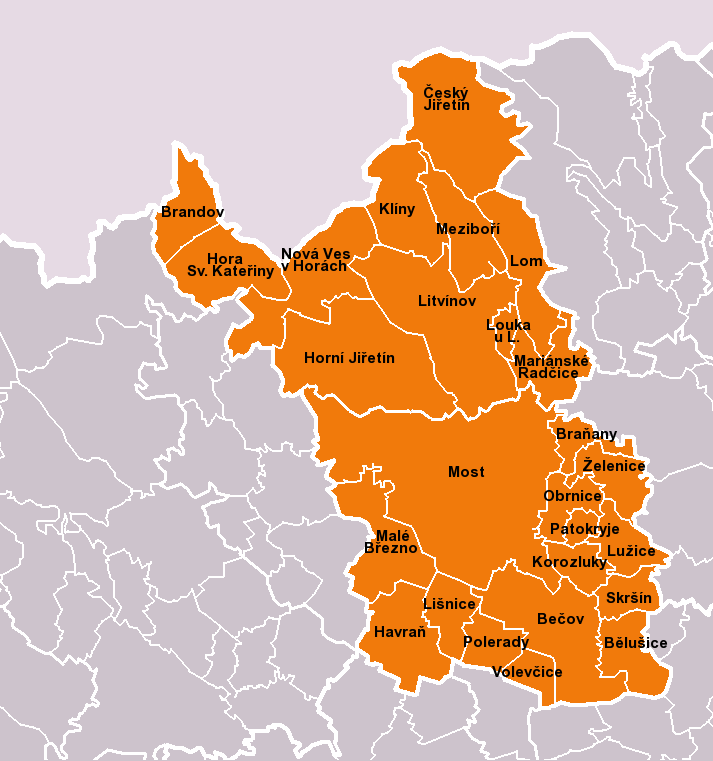

莫斯特縣（捷克語：Okres Most），是捷克的縣份，位於該國西北部，由烏斯季州負責管轄，首府設於莫斯特，面積467平方公里，2012年人口114,795，人口密度每平方公里246人。